# Lasówka
Lasówka (deutsch: Kaiserswalde) ist ein Ort in der Stadt- und Landgemeinde Bystrzyca Kłodzka im Powiat Kłodzki der Woiwodschaft Niederschlesien in Polen. Es liegt siebzehn Kilometer westlich von Bystrzyca Kłodzka (Habelschwerdt).

## Geographie
Lasówka liegt zwischen dem Habelschwerdter Gebirge und dem Hauptkamm des Adlergebirges auf einer Hochebene. Durch den Ort fließt die Erlitz, die in den unweit gelegenen Seefeldern (polnisch Torfowisko pod Żielencem) entspringt und bis Lesica (Freiwalde) die Grenze zu Tschechien bildet. Nachbarorte sind Młoty (Hammer) im Osten sowie Mostowice (Langenbrück) und Piaskowice (Friedrichsgrund) im Südosten. Jenseits der Grenze liegen die Ortschaften Trčkov (Trtschkadorf) im Nordwesten, Bedřichovka (Friedrichswald) im Westen sowie Zelenka (Grünborn), Jadrná (Kerndorf) und Kunštát (Kronstadt) im Südosten. Sie gehören zur Gemeinde Orlické Záhoří, die über den Grenzübergang Mostowice erreicht werden kann. Durch Lasówka führt die Wojewodschaftsstraße 389, die unterhalb des Hummelpasses zwischen Lewin Kłodzki (Lewin) und Duszniki-Zdrój beginnt und nach Międzylesie (Mittelwalde) führt.

## Geschichte
Kaiserswalde entstand ab 1662 auf landesherrlichem Forstgrund und gehörte zum Distrikt Habelschwerdt in der Grafschaft Glatz, mit der es die Geschichte seiner politischen und kirchlichen Zugehörigkeit teilte. Gegründet wurde es von dem Glasmacher Adam Paul Peterhansel, dem seit 1652 die Glashütte im benachbarten böhmischen Friedrichswald gehörte, das jenseits der Wilden Adler auf deren rechtem Ufer liegt. Peterhansel verhandelte ab dem Jahr 1657 mit der Glatzer Böhmischen königlichen Kammer über den Erwerb eines Waldgebiets auf dem linken Ufer der Wilden Adler, das zur Grafschaft Glatz gehörte. Der Verkauf kam 1662 zustande, der entsprechende Vertrag wurde vom Glatzer Landeshauptmann Johann Georg von Götzen unterzeichnet und vom böhmischen Landesherrn Leopold I. bestätigt. Auf dem erworbenen Grund errichtete Peterhansel eine Glashütte und ein kleines Vorwerk sowie weitere Häuser. Das gesamte Gut wurde mit den Rechten eines Freirichtergutes ausgestattet. Dazu gehörte die Ansiedlung von Handwerkern sowie Gärtnern und Häuslern, die Niedere Gerichtsbarkeit, das Jagdrecht, der Wein- und Bierausschank u. a.
Nach dem Tod Adam Paul Peterhansels 1693 erbte die hinterlassenen Besitzungen dessen Frau, von der es sein Sohn Franz Ferdinand Peterhansel 1697 erwarb. Er baute 1699 mit Erlaubnis des Prager Konsistoriums eine Kapelle, für die er einen Geistlichen anstellte. Um 1700 verlegte er die Friedrichswalder Glashütte nach Kaiserswalde. 1710 wurde er mit dem Prädikat „von Retzburg“ in den böhmischen Ritterstand erhoben. 1720 überschrieb er das verschuldete Gut seinem Sohn Franz Anton Peterhansel von Retzburg, der jedoch im August 1728 im Alter von 40 Jahren starb. Wenige Wochen vorher wurde Kaiserswalde wegen Überschuldung mit allen Rechten und Untertanen an Maria Cäcilia von Wallis, geborene Gräfin von Lichtenstein, verkauft und gelangte damit an ihren Ehemann, den Kaiserlichen General Franz Paul von Wallis, der es mit seiner Herrschaft Plomnitz verband. Nach dessen Tod um 1737 gingen seine Besitzungen an seinen Bruder, den ebenfalls Kaiserlichen General Georg Olivier von Wallis über.
Nach dem Ersten Schlesischen Krieg 1742 und endgültig mit dem Hubertusburger Frieden 1763 kam Kaiserswalde zusammen mit der Grafschaft Glatz an Preußen. Georg Oliviers Sohn Olivier Stephan von Wallis verkaufte 1768/69 einen Teil des Kaiserwalder Vorwerks als Kolonisten- und Häuslerstellen. Das restliche Gut verkaufte er zusammen mit seinen weiteren Besitzungen in der Grafschaft Glatz 1783 dem Königlich Preußischen Kämmerer und Sohn des dirigierenden Ministers Graf Ludwig Friedrich Wilhelm von Schlabrendorf auf Hassitz und Stolz. Dieser veräußerte Kaiserswalde mit Plomnitz sowie die Herrschaft Seitenberg 1789 dem Josef Franz Bernhard von Mutius auf Altwasser und Gellenau, der wiederum Plomnitz mit Kaiserswalde 1792 dem Friedrich Traugott von Sack auf Dirschkowitz verkaufte. Von diesem erwarb 1794 mit allen Rechten der Generalpächter des Majorats Grafenort, Amtsrat Franz Arbogast Hoffmann, den Ort Kaiserswalde und verkaufte ihn 1800 dem Pächter der Glashütte, Johann Christoph Rohrbach. Dieser ließ die Glashütte aufgrund des anhaltenden Holzmangels und damit verbundener Kostensteigerungen auf Kohlenfeuerung umbauen.
Nach der Neugliederung Preußens gehörte Kaiserswalde ab 1815 zur Provinz Schlesien und war zunächst dem Landkreis Glatz und ab 1818 dem neu geschaffenen Landkreis Habelschwerdt eingegliedert, mit dem es bis 1945 verbunden blieb. Für Anfang des 19. Jahrhunderts sind nachgewiesen: Eine Mehlmühle sowie 36 Kolonisten, Gärtner- und Häuslerstellen. Unter den damals 290 Einwohnern befanden sich je ein Fleischer, Schmied, Bäcker und Schuhmacher.
Nach dem Tod des Johann Christoph Rohrbach gelangte das Gut Kaiserswalde 1818 durch Heirat seiner Witwe Elisabeth, geb. Hatscher, mit dem Glasfabrikanten August Hatscher an diesen. Der verkaufte das Gut am 2. Februar 1843 dem Industriellen Hermann Dietrich Lindheim auf Eisersdorf. Nach weiteren Besitzerwechseln gelangte Kaiserswalde 1853 an den Pächter der Glasfabrik, Gustav Pangratz, 1857 an seinen jüngeren Bruder Carl Pangratz († 1893). Zusammen mit Friedrichsgrund und Stuhlseiffen gehörte die Landgemeinde Kaiserswalde ab 1874 zum neu gegründeten Amtsbezirk Langenbrück.
Neben der Glasproduktion war die Flachsspinnerei und Weberei von wirtschaftlicher Bedeutung, die Mitte des 19. Jahrhunderts wegen mangelnder Nachfrage stark zurückging. Sie wurde von einer Zündholzfabrik abgelöst, die 1845 der Schmied Ferdinand Wenzel in Kaiserswalde gründete. 1869 waren in ihr 41 Personen beschäftigt, 1904 wurde der Betrieb eingestellt. Nachfolgend erlangte die Produktion von Holz- und Papierschachteln an Bedeutung, die in Heimarbeit hergestellt wurden. Zudem entwickelte sich Kaiserswalde ab dem Ende des 19. Jahrhunderts zu einem beliebten Sommerfrische- und Wintersportort. 1939 wurden 640 Einwohner gezählt.
Als Folge des Zweiten Weltkriegs fiel Kaiserswalde 1945 wie fast ganz Schlesien an Polen und wurde in Lasówka umbenannt. Die deutsche Bevölkerung wurde vertrieben. Die neu angesiedelten Bewohner waren zum Teil Vertriebene aus Ostpolen, das an die Sowjetunion gefallen war. Da in den Nachkriegsjahren zahlreiche Häuser und landwirtschaftliche Gehöfte dem Verfall preisgegeben wurden, ging die Einwohnerzahl deutlich zurück und betrug in den 1990er Jahren weniger als 100. Seit 1945 gehörte Lasówka zum Powiat Bystrzycki, der 1975, ebenso wie die bis dahin zuständige Woiwodschaft Wrocław (Breslau), aufgelöst wurde. 1975 kam es an die neu gebildete Woiwodschaft Wałbrzych (Waldenburg), die bis 1998 bestand.

### Kolonie Königswalde
Die Kolonie Königswalde gehörte bis 1780 zur böhmischen Pfarrei Kronstadt und danach zur neu errichteten Pfarrkirche in Langenbrück. Politisch gehörte sie zunächst zur Gemeinde Grunwald im  Landkreis Glatz. Wegen ihrer geographischen Nähe zu Kaiserswalde wurde sie 1896 der Gemeinde Kaiserswalde und damit dem Landkreis Habelschwerdt zugeschlagen. Nach dem Übergang an Polen wurde Königswalde 1945 in Królewski Las umbenannt.

### Kirchliche Verhältnisse
Kaiserswalde gehörte zunächst zur Pfarrei Habelschwerdt und zur Filialkirche von Voigtsdorf gewidmet. Wegen der weiten Entfernung dorthin wurde es im Jahre 1700 der neu errichteten Pfarrei Kronstadt in Böhmen (Kunštát) zugeschlagen. Nachdem die Grafschaft Glatz 1763 an Preußen gefallen war, wurden 1780 auf Weisung des preußischen Königs Friedrich II. auch die Pfarreigrenzen den politischen Grenzen angepasst. Zusammen mit den Glatzer Ortschaften Langenbrück, Königswalde und Friedrichsgrund wurde Kaiserswalde 1780 von der Pfarrkirche Kronstadt getrennt und 1781–1782 für diese Dörfer eine Pfarrkirche in Langenbrück errichtet. Die Finanzierung des Kirchenbaus erfolgte aus Beiträgen der vier Dominien sowie einer Landeskollekte. Die Einweihung durch den königlichen königlichen Großdechanten Karl Winter, der als Pfarrer in Mittelwalde amtierte, erfolgte am 15. Dezember 1782. Erster Pfarrer der neu errichteten Pfarrei Langenbruck wurde Joseph Beschorner aus Mittelwalde. Die Regulierung der Pfarreigrenzen hatte auch einen Wechsel der Diözesanzugehörigkeit zur Folge: Während die vier Dörfer durch ihre Zugehörigkeit zu Kronstadt von 1664 bis 1780 zum Bistum Königgrätz gehörten, kamen sie mit der Errichtung der Pfarrei Langenbrück zum Glatzer Dekanat und damit wieder zum Erzbistum Prag.
Kaiserswalde, Friedrichsgrund und Königswald gehörten 1857 zum Kirchspiel Langenbrück. 
Heute gehört Lasówka zur Pfarrei St. Franziskus und Leonhardus in Duszniki-Zdrój (Bad Reinerz).

### Glasherstellung
Die von Ferdinand von Peterhansel 1662 gegründete Glashütte blieb bis 1728 bei dessen Nachkommen. 1768 wurde sie von Olivier Stephan von Wallis an Ignaz Rohrbach verpachtet, der eine weitere Glashütte im benachbarten Friedrichsgrund gründete. Nach dessen Tod 1792 übernahm die Kaiserswalder Glashütte sein Bruder Johann Christoph Rohrbach, der 1801 sowohl die Glashütte, als auch das Gut eigentümlich erwarb. 1812 wurde die Glashütte umgebaut, 1820 beschäftigte sie 37 Personen. 1840 erfolgte ein Umbau des Glasschmelzofens durch böhmische Fachleute. 1870 wurde die Anlage um einen großen Fabrikschornstein erweitert. Zwei Jahre später wurde ein zweiter Glasschmelzofen mit einem Schornstein errichtet. Nach einem Brand 1894 wurde die Glashütte noch im selben Jahr wieder aufgebaut. Nach zahlreichen Besitzerwechseln gelangte die Glashütte an die Firma Pangratz & Co., die Ende der 1930er Jahre fast 300 Personen beschäftigte.
Hergestellt wurde neben Tafel- und Gebrauchsglas auch qualitätsvolles Kristallglas, das mit einer künstlerisch hochwertigen Ornamentik verziert wurde. Ab Ende der 1920er Jahre wirkte an der Kaiserswalder Glashütte der bekannte Glasgraveur Konrad Tag, der die Abteilung für Glasveredelungstechniken leitete.
Bis in die 1870er Jahre war in Kaiserswalde das Handwerk der Hinterglasmalerei mit religiösen Motiven verbreitet. Verkauft wurden die Bilder vor allem an den Wallfahrtsorten.

## Sehenswürdigkeiten (Auswahl)
- Die dem hl. Antonius geweihte Filialkirche (Kapelle) wurde 1912 durch den Baumeister Paul Blau aus Lewin errichtet.[6]
- Fundamente der ehemaligen Glasöfen und Glasschleifereien
- Nahe am Ort liegt ein Waldgebiet, das sowohl zum sommerlichen Wandern als auch zum winterlichen Skifahren einlädt.

## Persönlichkeiten
- Ignaz Rohrbach (1691–1747), Bildhauer
- Ignaz Rohrbach (1823–1913), Glasmaler
- Wilhelm Rohrbach (1858–1949), Glasmaler
- Heinrich Bernhard (1847–1902), Glasmaler; später Direktor des Königlichen Instituts für Glasmalerei in Berlin[7]
- Elisabeth Alschner (1929–1997); deutsche Arbeiterin, Gewerkschafterin und Kommunalpolitikerin
- Glasmacherfamilie Peterhansel
- Glasmacherfamilie Rohrbach